# Kakolanmäki
Kakolanmäki est une colline située dans le quartier VIII de Turku en Finlande.

## Présentation
Kakolanmäki est l'une des sept collines de Turku. 
Jusqu'en 2007, la prison centrale et la prison du comté de la prison de Turku fonctionnaient à Kakolanmäki.
La colline culmine à  42 mètres d'altitude.

## Histoire
Du XVIe au XIXe siècle, Kakolanmäki est une colline dénudée et pierreuse.
Dans le plan du site de Carl Ludvig Engel, la colline n'est pas construite. 
En 1858, un bâtiment de la prison de Turku est construit au sommet de la colline et, à la fin des années 1850, la zone située entre la prison et Linnankatu, qui longe Kakolanmäki, a été aménagée en parc.
À l'automne 2007, la prison a quitté Kakolanmäki pour s'installer à Saramäki. 
Les bâtiments de la prison libérés à Kakolanmäki sont devenues disponibles pour être utilisées par la ville. 
Le zonage de Kakolanmäki est largement basé sur le plan appelé Linnavuori de l'architecte Pekka Helin.
Un funiculaire a été construit sur la pente de Kakolanmäki.
La station d'épuration de Kakola a été construite en 2008 à l'intérieur de la roche sur Kakolanmäki. 
Elle nettoie les eaux usées de 300 000 habitants et est la troisième plus grande usine de traitement des eaux usées de Finlande.

## Protection
Kakolanmäki est classée parmi les sites culturels construits d'intérêt national en Finlande inventoriés par la direction des musées de Finlande.